# Роторно-конвеєрна машина

Поштова марка із зображенням роторних машин роторно-конвеєрної лінії, СРСР, 1960

Роторно-конвеєрна машина — технологічне обладнання, верстат, у якому суміщені операції переміщення деталі та виконання операції з її обробки. Використовуються в великосерійному виробництві. Розроблені на початку 1940-х років російським інженером і вченим Л. Кошкіним. Розробка удостоєна Сталінської премії (1943).
Роторно-конвеєрні машини, об'єднані конвеєром та засобами автоматизації у виробничий комплекс, є основою роторно-конвеєрних ліній.
Роторні та роторно-конвеєрні машини призначені для широкого класу штампувальних операцій (вирубування, пробивання, видавлювання, карбування тощо), що вимагають зусиль до 150-200 кН і робочих ходів до 0,1-0,2 м. Вони застосовуються при виготовленні дрібних деталей в умовах масового і великосерійного виробництв. Велике поширення роторні машини знайшли виробництві виробів з пластмас.